# Francisco Bernardino Rodrigues Silva
Francisco Bernardino Rodrigues Silva (Juiz de Fora, 10 de outubro de 1853 — Belmiro Braga, 14 de abril de 1920) foi um político brasileiro. Foi presidente da província do Piauí, de 13 de agosto a 22 de novembro de 1877.

## Biografia
Francisco Bernardino Rodrigues Silva era filho de Firmino Rodrigues da Silva, político e senador no Império, e Elisa Duarte Badaró Silva. Sobre a data e seu local de seu nascimento, há controvérsia, alguns defendem que ele teria nascido em 10 de outubro de 1853, em Juiz de Fora, enquanto outros afirmam que ele teria nascido em 16 de outubro de 1853, em Piranga.
Ele teria se formado pela Faculdade de Direito de São Paulo e ingressou logo cedo na política, se elegendo deputado provincial para a legislatura de 1874 - 1875. Foi reeleito sucetivamente, ficando no cargo até 1879. Entre 13 de agosto e 22 de novembro de 1877 exerceu o cargo de presidente da província do Piauí.
Em 1884, elegeu-se vereador em Juiz de Fora pelo período de dois anos. Retornou à Câmara dos Vereadores em 1890, sendo então indicado presidente, cargo semelhante ao de prefeito, na época. No entanto, como consequência do golpe da República, o governo provisório de Minas dissolveu a Câmara e criou, em substituição, um Conselho de Intendência.
Em 30 de junho de 1893 teve seu nome votado para presidente constitucional de Minas Gerais em substituição ao presidente eleito Afonso Augusto Moreira Pena, mas não aceitou tomar posse, pois pleiteava se candidatar a presidente da República no ano seguinte. Nessa empreitada não se saiu bem, pois o candidato eleito foi Prudente de Morais.
Em 1895, tornou a se eleger vereador em Juiz de Fora e exerceu o mandato até 1898. Em 6 de maio de 1903 foi eleito deputado federal por Minas Gerais para a legislatura 1903-1905. Reeleito para a legislatura seguinte, permaneceu na Câmara dos Deputados até 31 de dezembro de 1908.
Faleceu em Belmiro Braga, em 14 de abril de 1920. Foi casado com Maria Perpétua Vidal Laje e Silva. Conjuntamente a sua esposa teve 8 filhos: Cypriano Lage e Silva, Maria Perpétua de Lage e Silva, Branca Lage Mascarenhas, Jaime Lage e Silva, Beatriz Eucaris de Lage e Silva, Gil Lage e Silva (que faleceu criança), Rubens de Lage e Silva e Francisco Lage e Silva (que faleceu criança).

## Homenagens
A príncipal avenida de Juiz de Fora, a Avenida Francisco Bernardino, e a estação ferroviaria, são uma homenagem a sua pessoa.